# ジェネシス (バンド)
ジェネシス（Genesis）は、イングランド出身のロックバンド。1970年代、シアトリカルなプログレッシブ・ロックで地位を確立。フィル・コリンズらを中心とした1980年代にはスタジアム・ロックを展開し、世界的な成功を収めた。2010年「ロックの殿堂」入り。

## 来歴

### 結成
1967年、イングランド南東部にあるサリー州のパブリックスクール「チャーターハウス・スクール」の同級生であったピーター・ガブリエル（ボーカル）、アンソニー・フィリップス（ギター）、トニー・バンクス（キーボード）、マイク・ラザフォード（ベース）、クリス・スチュワート（ドラムス）が在学中にバンドを結成する。
5人のメンバーがグループとして揃うまで、それぞれは様々なバンドに参加していた。1966年にピーター・ガブリエルはアンソニー・フィリップスと共に「The Spoken World」という校外のセミプロ・バンドに参加。このときガブリエルはドラマーとして参加しており、このバンドでレコード・デビューを飾っている。フィリップスは校内の「The Anon」というバンドにも参加しており、このバンドにはマイク・ラザフォードがいた。トニー・バンクスはガブリエルと個人的に親しく、よく2人で曲を作っていた。

### シアトリカル期 - ピーター・ガブリエル在籍時代（1969年 - 1975年）

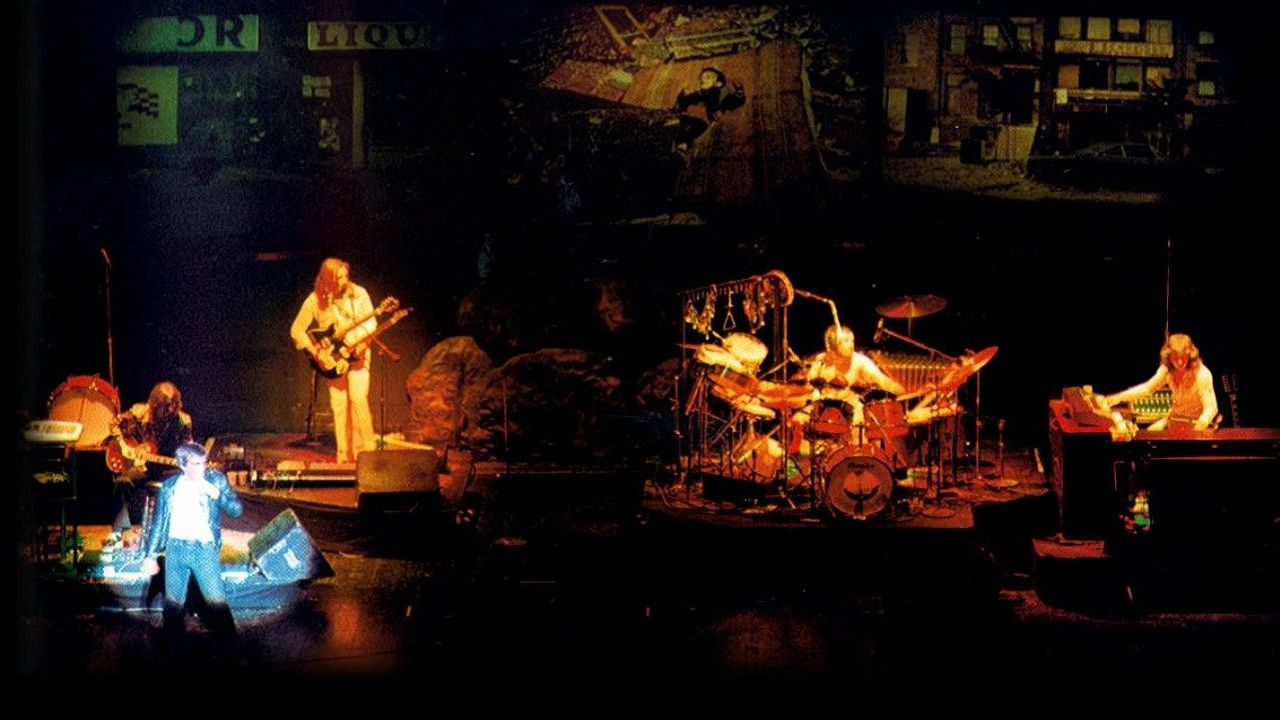
ピーター・ガブリエル在籍期 - 眩惑のブロードウェイ・ツアー（1974年）

ミュージシャン兼プロデューサー、ジョナサン・キングのプロデュースで1969年に『創世記』でデビュー（録音時に、ドラマーはチャーターハウスの級友だったジョン・シルヴァーに交代）。当時はアメリカに同名のバンドが存在したため、バンド名をアルバム・ジャケットにクレジットせずに発売したことや、ジョナサン・キングに気に入られようとビージーズを意識したサウンドだったため、評価は芳しくなかった。プロ意識の欠如を反省したメンバーは、アート・ロックの方向性を強く意識し、練りに練った作品をリリースするようになる。
1970年、大学進学のために脱退したジョン・シルヴァーに代わり、ジョン・メイヒューがドラムを担当し、2作目となるアルバム『侵入』をリリース。その後、アンソニー・フィリップスが健康上の理由で脱退（一説には、ステージ恐怖症だったとも言われている）。フィリップスの代わりにクワイエット・ワールド（Quiet World）のメンバーであったスティーヴ・ハケットが加入。さらに、力量に問題があったジョン・メイヒューの代わりにフレイミング・ユース（Flaming Youth）のメンバーだったフィル・コリンズが加入した。ともに公募によるオーディションで選ばれたメンバーであった。
初期のサウンドはトラッド・フォーク的なアンソニー・フィリップスの資質によるところが大きかったが、新加入のメンバー2人の個性が、バンドのサウンドを大きく変貌させる。そして3作目にあたる『怪奇骨董音楽箱』（1971年）でプログレッシブ・ロック・バンドとしての評価を確立。ピーター・ガブリエルの演劇性を持った独特のステージ・パフォーマンスもあって、イタリアで大人気となる。1975年、ガブリエルが『眩惑のブロードウェイ』ツアーの後に、プライベートな問題を理由に脱退。以降はソロとして活動している。

### プログレ時代（1976年 - 1978年）

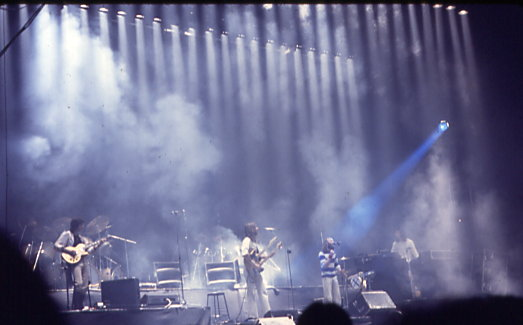
4人編成最後のライブツアー（1977年）

その後は、3作目以降のドラマーであったフィル・コリンズがリード・ボーカルも担当し、よりリズムを強調した新しいプログレ・サウンドに変化する（フィル・コリンズがボーカルをとることにより、ドラム担当としてビル・ブルーフォードが一時的に加入してライブ活動に加わったりしたが、それ以降はフランク・ザッパが率いたザ・マザーズ・オブ・インヴェンションでの活動などで知られるチェスター・トンプソンが準レギュラーとしてコンサートに帯同している）。同時期にフィルはブランドXに参加、当該プロジェクトにおいてテクニカルなフュージョンの可能性を追求したりもしている。
さらに、ギタリストのスティーヴ・ハケット脱退後は、ベーシストのマイク・ラザフォードがギターも担当するというトリオ編成となった（ステージではダリル・ステューマーが準レギュラー参加し、マイクと同様楽曲ごとにギターとベースを兼任）。3人でレコーディングした1978年発表の『そして3人が残った』では、それまでよりポップス色を深め、アメリカでの人気を不動のものとする。「フォロー・ユー・フォロー・ミー」がアメリカでもヒットした。1978年11月、初来日コンサート。

### アリーナロック時代（1979年 - 1995年）

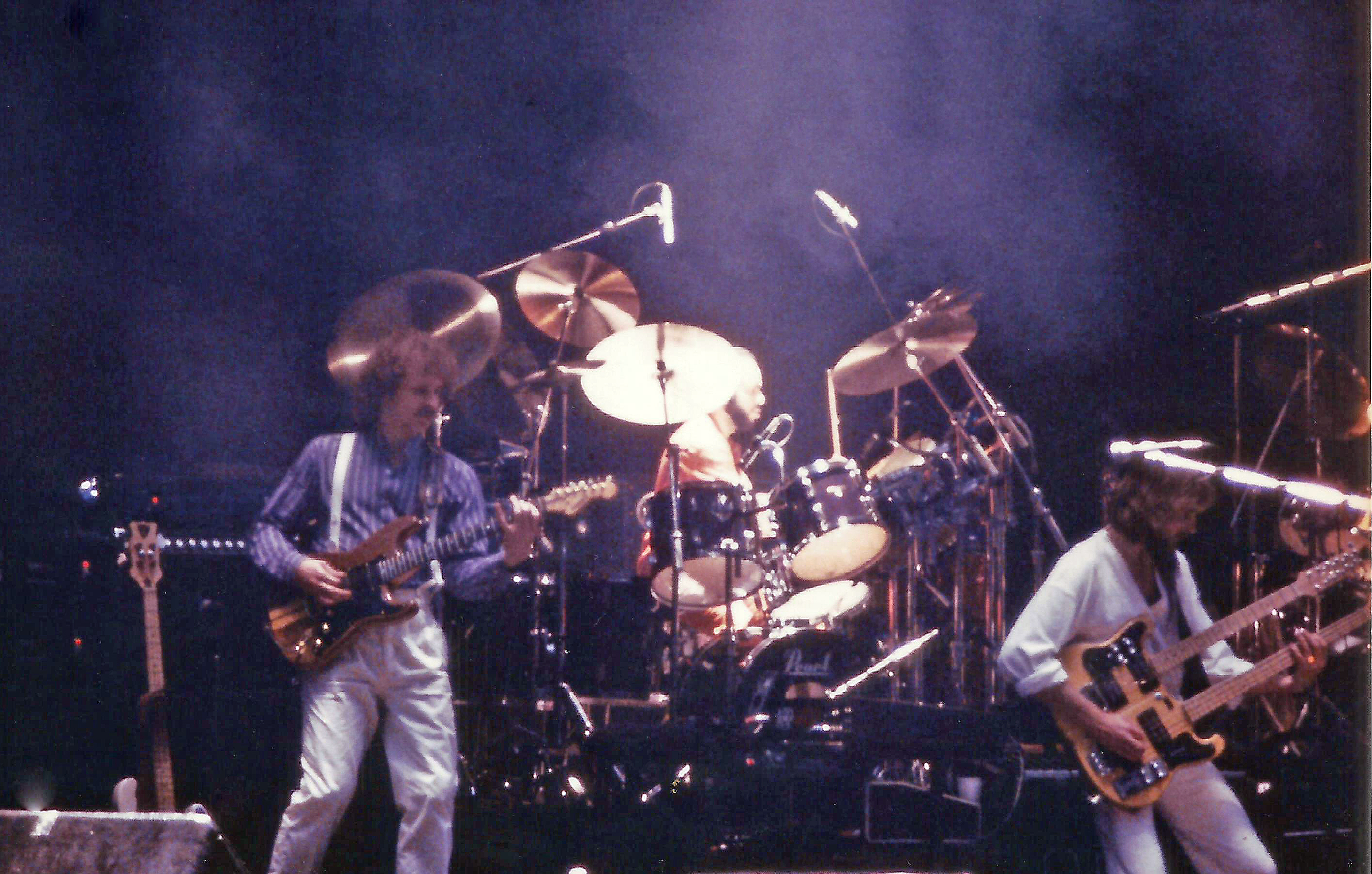
トリオ時代 - デューク・ツアー（1980年）

フィル・コリンズは1980年代初頭からソロ活動もおこない、「夜の囁き」「恋はあせらず」などをヒットさせた。「恋はあせらず」はモータウン・ヒットのカバーである。バンドとしては1984年に「ザッツ・オール」がヒット。1986年の『インヴィジブル・タッチ』は世界的な大ヒットとなり、アルバムのタイトル曲「インヴィジブル・タッチ」は1986年7月19日付のビルボード・シングルチャートで全米No.1となった。なお、バンドにとってこれは最初で最後の全米No.1となった。その翌週、ジェネシスを1位の座から下ろして全米No.1に輝いたのは、皮肉にもジェネシスを脱退したピーター・ガブリエルの「スレッジハンマー」だった。また、『インヴィジブル・タッチ』からシングル・カットされた「混迷の地」のミュージック・ビデオは、グラミー賞で最優秀コンセプト・ミュージック・ビデオ賞を受賞。
1980年代中盤からは、各メンバーのソロ活動が活発になる。特に、フィル・コリンズはソロ・アーティストとしてジェネシス以上の成功を収める。バンドとソロ活動に加え、映画出演やプロデュース業もこなし、「世界で最も忙しい男」と呼ばれた。フィル・コリンズは、またしてもモータウン・サウンドの「トゥー・ハーツ」をヒットさせ好評を得た。
1991年、久々の新作となる『ウィ・キャント・ダンス』を発表し、さらなるメガヒットを記録する。その後、いくつかのライブ・アルバムなどを発表している。

### フィル・コリンズの脱退期間（1996年 - 2000年）
1996年、フィル・コリンズが脱退を表明。後任のボーカリストとしてレイ・ウイルソン（元スティルトスキン）を正式メンバーに、サポートメンバーにニック・ディヴァージリオ（スポックス・ビアード）とニア・Zを迎える。
1997年に新生ジェネシスとして『コーリング・オール・ステーションズ』を発表する。ツアーサポートメンバーにニア・Zとアンソニー・ドレナンを加えてアルバムツアーを開始する。イギリス本国やヨーロッパでは好評だったが、アメリカでのセールスに恵まれず、2000年にバンドは活動を停止した。

### リユニオン（2006年 - 2008年・2010年）

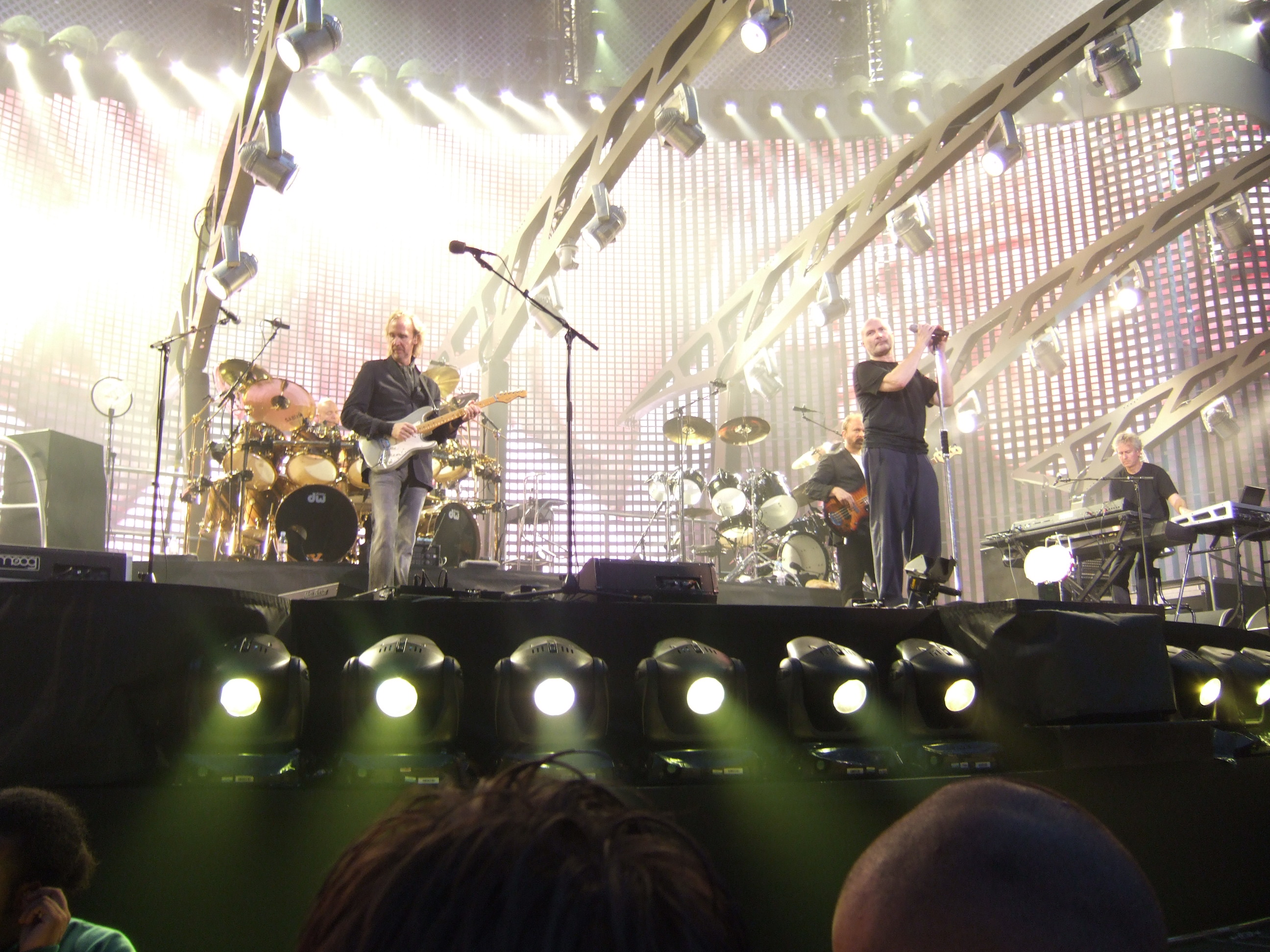
ターン・イット・オン・アゲイン・ツアー（2007年）

2006年11月7日、フィル・コリンズ、トニー・バンクス、マイク・ラザフォードの黄金期のメンバー3人による活動再開と欧州ツアーが発表された。2007年5月より「ターン・イット・オン・アゲイン・ツアー」を開始し、同年にはツアーの模様を収録したライヴ・アルバム『ライヴ・オーヴァー・ヨーロッパ 2007』を発表。
2008年、フィルが脊髄手術の後遺症で手の動きに支障が出ている事情があり、レコーディング/ライブからの引退を表明。これにより現体制での活動が不可能になり、解散宣言のない活動終了状態となった。
2010年、『ロックの殿堂』入り。3月15日の授賞式ではフィッシュのトレイ・アナスタシオがプレゼンターを務め、フィル・コリンズ、トニー・バンクス、マイク・ラザフォード、スティーヴ・ハケットが出席し、ピーター・ガブリエルは自身の公演のリハーサルと重なったことから欠席した。

### フェアウェルツアー - バンドの終焉（2020年 - ）

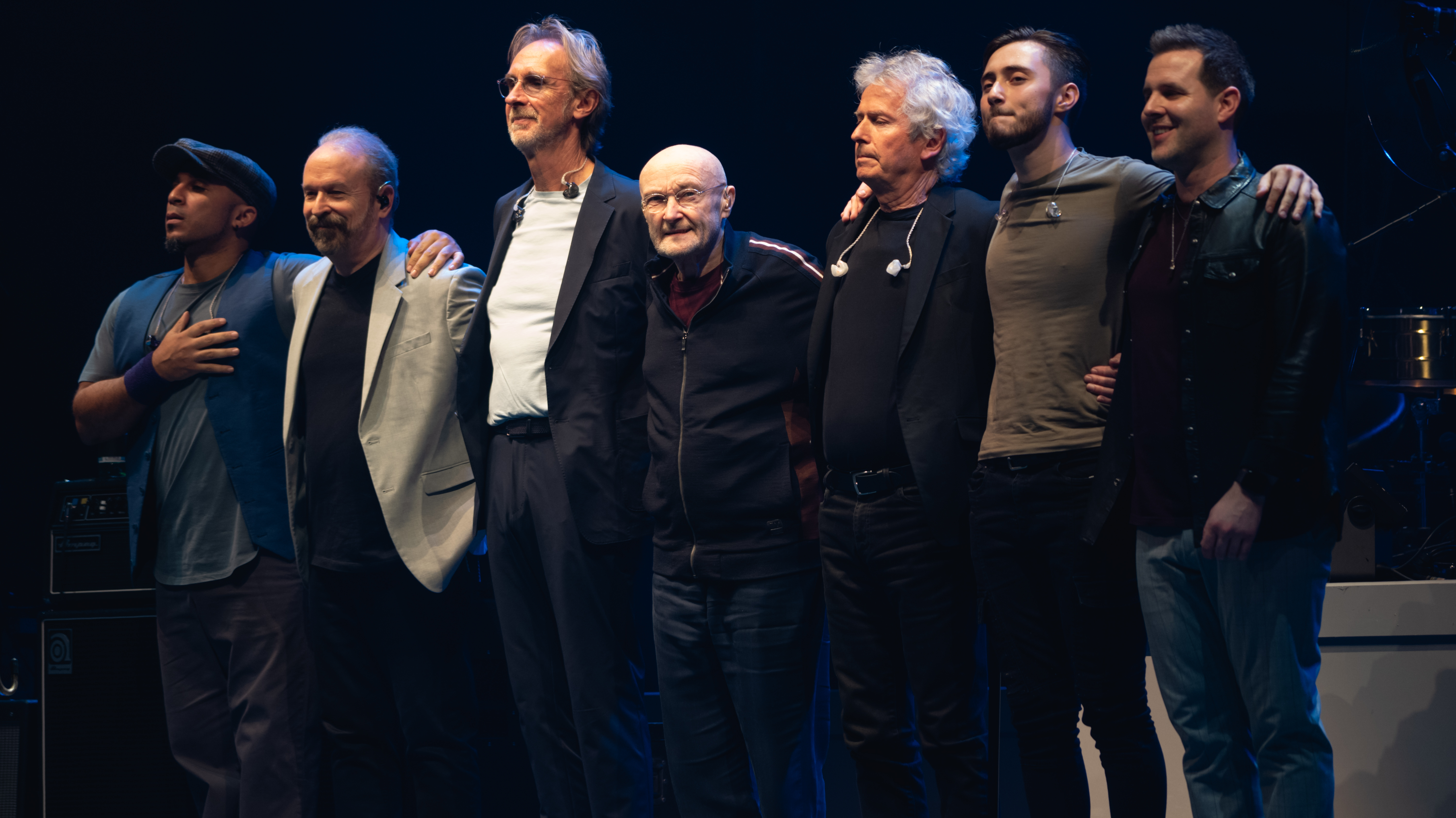
最終公演 - 最後のステージに立つラザフォード、コリンズ、バンクスとサポートメンバーたち（2022年3月）

2020年3月、フィル・コリンズ、トニー・バンクス、マイク・ラザフォードが、ジェネシスの再結成と「The Last Domino? Tour」の開催を発表した。ダリル・ステューマーとニック・コリンズ（フィル・コリンズの息子）を帯同し、同年11月から12月にかけて開催される予定だったツアーは、新型コロナウイルス感染症の世界的流行した影響により延期となり、2021年9月から14年ぶりの再結成ツアーを開始。翌2022年3月のO2アリーナ (ロンドン)公演で閉幕し、最終日は旧メンバーのピーター・ガブリエルも来場した。
最終公演でフィル・コリンズは、観客に向け「ここがツアーの最終地点であり、ジェネシスの最後のショーだ」と発言。正式な解散の明言は無いもののメンバーの年齢や健康事情も踏まえると、これが最後のコンサートになると示唆している。

## メンバー

### 最終ラインナップ
- フィル・コリンズ（Phil Collins） - ボーカル、ドラム、パーカッション（1970年 - 1996年、2000年、2006年 - 2008年、2020年 - 2022年）
- マイク・ラザフォード（Mike Rutherford） - ベース、ギター（1967年 - 2000年、2006年 - 2008年、2020年 - 2022年）
- トニー・バンクス（Tony Banks） - キーボード（1967年 - 2000年、2006年 - 2008年、2020年 - 2022年）

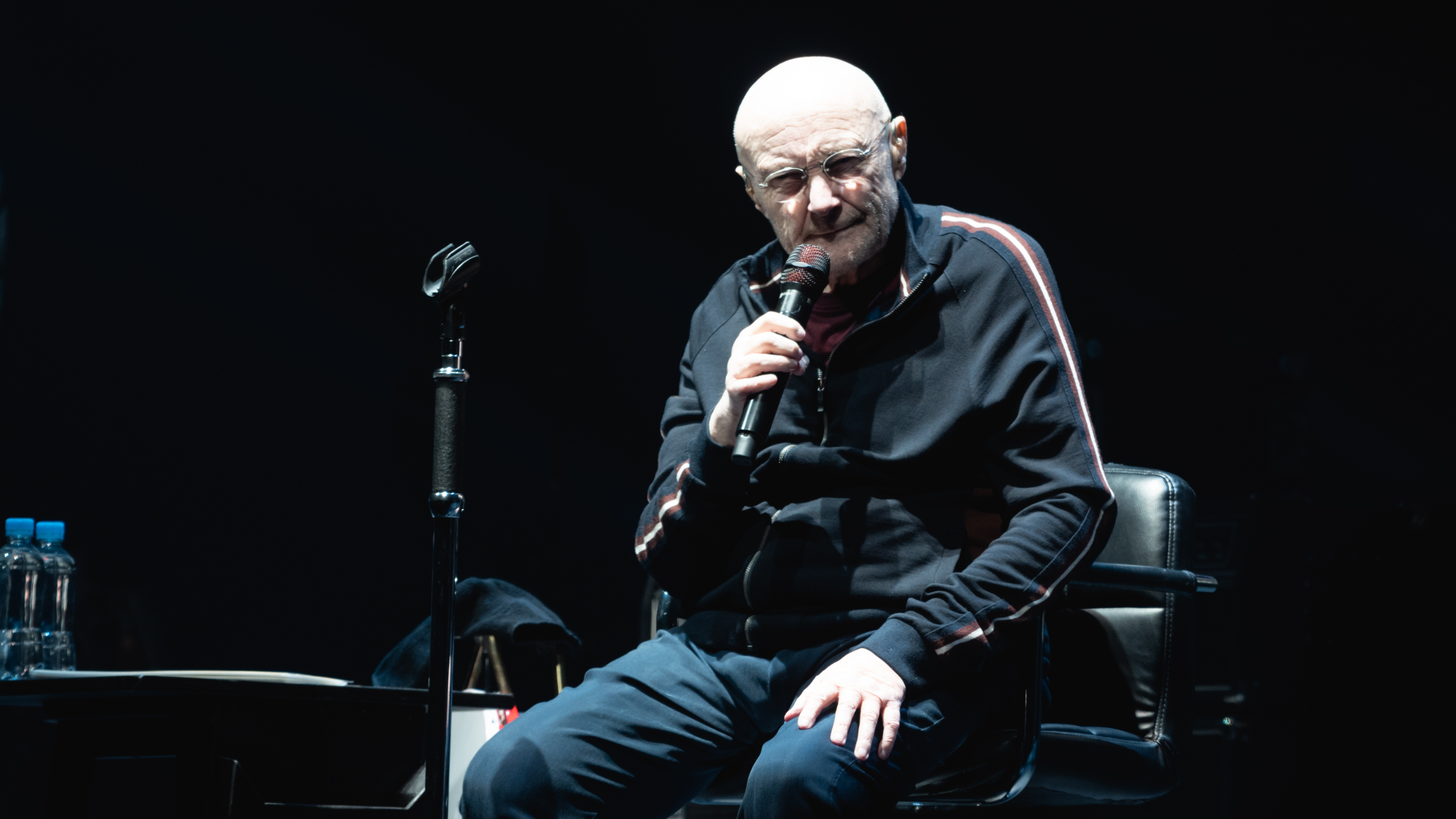
フィル・コリンズ（Vo/Ds）2022年
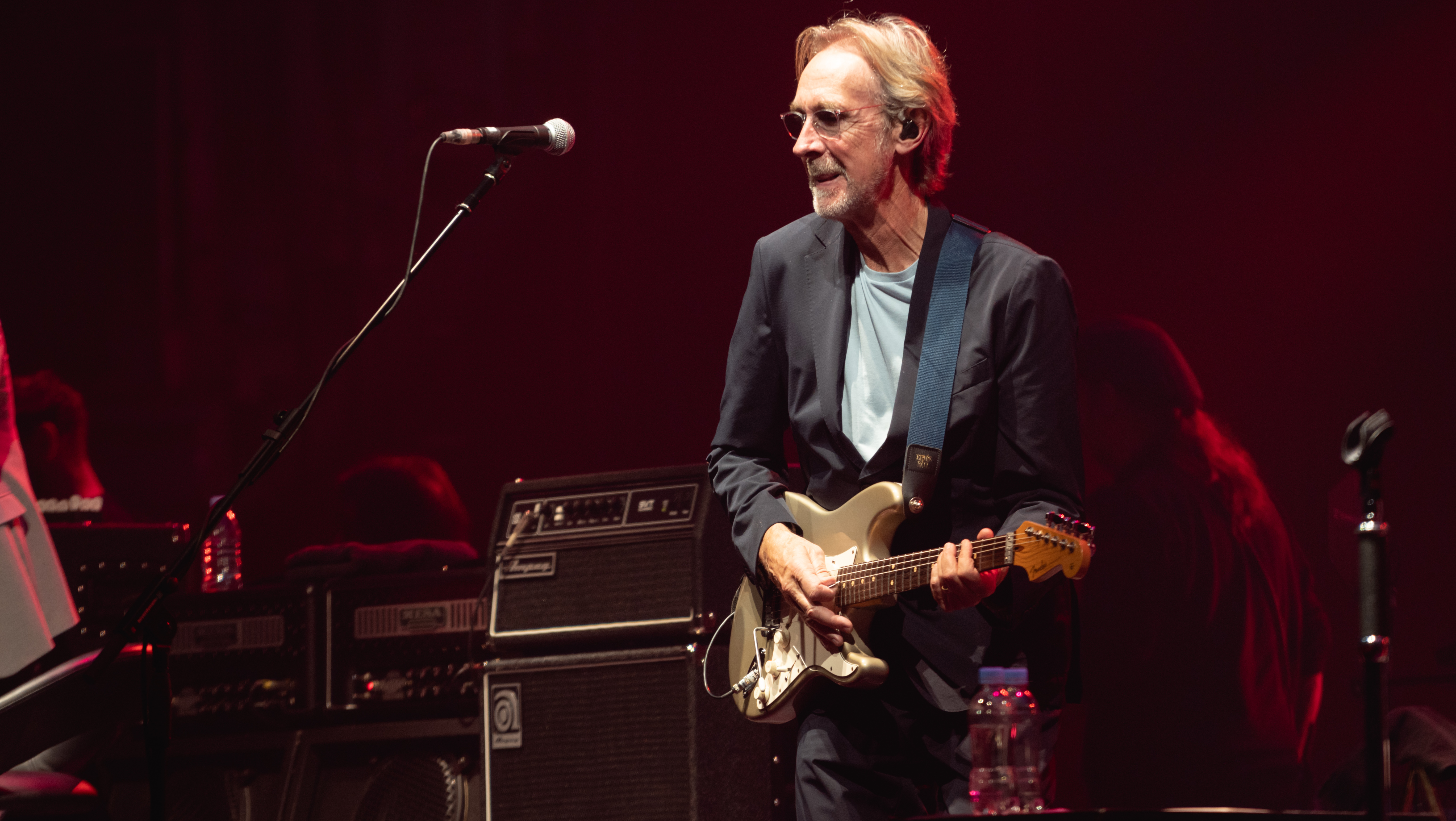
マイク・ラザフォード（B）2022年
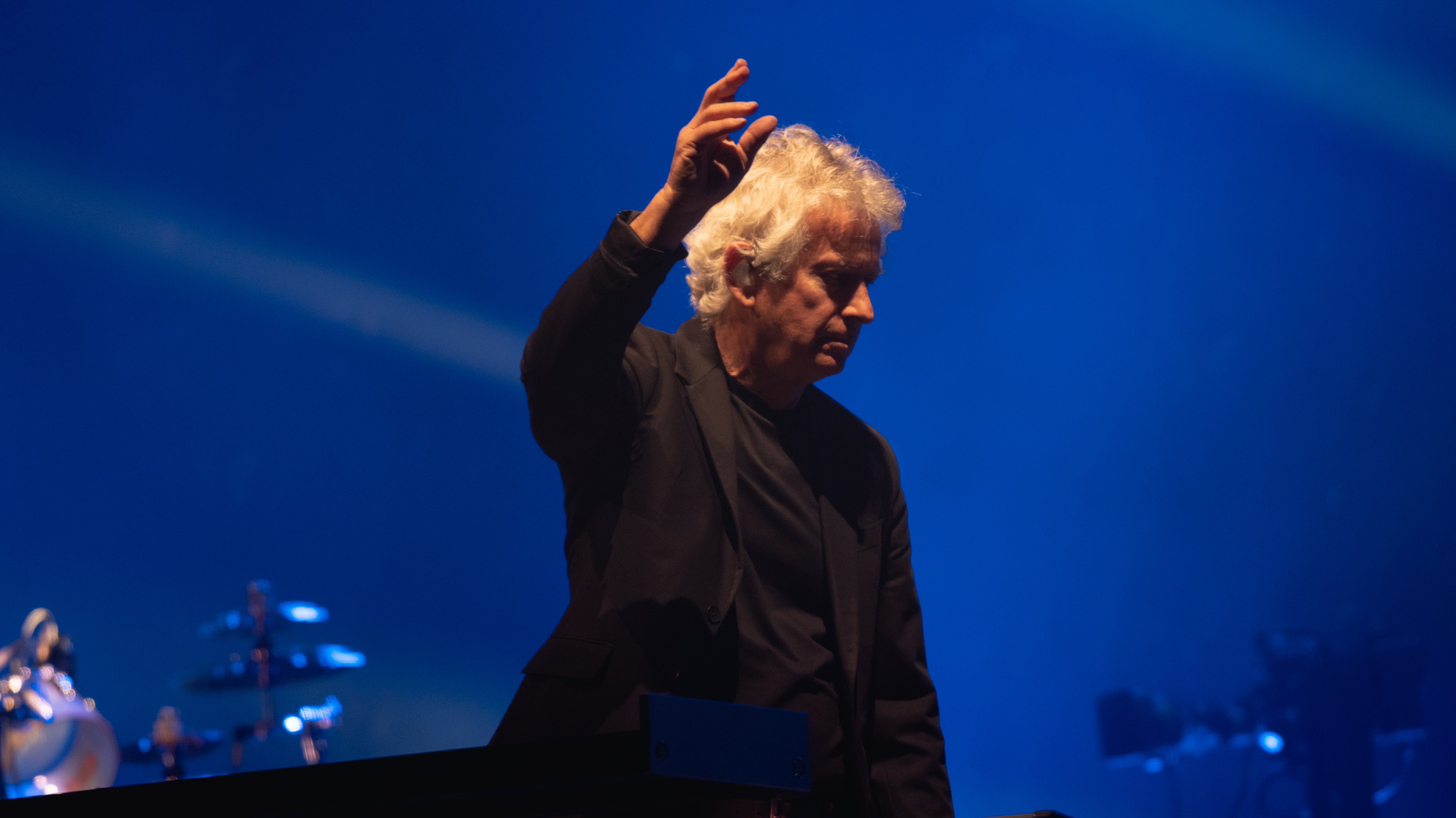
トニー・バンクス（Key）2022年

ツアー・サポート・メンバー
- ダリル・ステューマー（Daryl Stuermer） - ギター（1977年 - 1993年、2006年 - 2008年、2020年 - 2022年）
- ニック・コリンズ（Nic Collins） - ドラム、パーカッション（2020年 - 2022年）
- ダニエル・ピアース（Daniel Pearce） - バック・ボーカル（2021年 - 2022年）
- パトリック・スミス（Patrick Smyth） - バック・ボーカル（2021年 - 2022年）

### 旧メンバー
- ピーター・ガブリエル（Peter Gabriel） - ボーカル（1967年 - 1975年）
- アンソニー・フィリップス（Anthony Phillips） - ギター（1967年 - 1970年）
- クリス・スチュワート（Chris Stewart） - ドラム（1967年 - 1968年）
- ジョン・シルヴァー（John Silver） - ドラム（1968年 - 1969年）
- ジョン・メイヒュー（John Mayhew） - ドラム（1969年 - 1970年）
- ミック・バーナード（Mick Barnard） - ギター (1970年 - 1971年)
- スティーヴ・ハケット（Steve Hackett） - ギター (1971年 - 1977年)
- レイ・ウイルソン（Ray Wilson） - ボーカル (1996年 - 2000年)

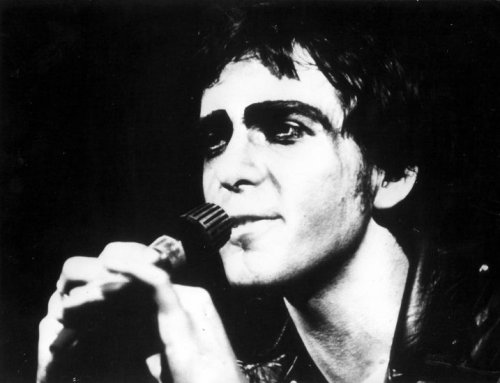
ピーター・ガブリエル（Vo）1975年
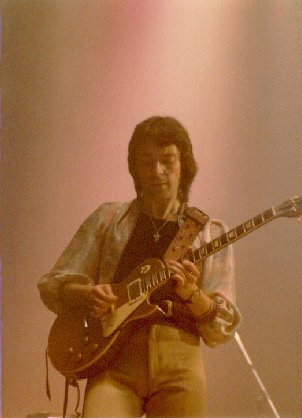
スティーヴ・ハケット（G）1977年
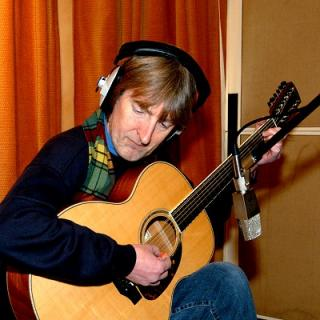
アンソニー・フィリップス（G）2009年

サポート
- ビル・ブルーフォード（Bill Bruford） - ドラム、パーカッション（1976年）
- チェスター・トンプソン（Chester Thompson） - ドラム、パーカッション（1976年 - 1993年、2006年 - 2008年）
- アンソニー・ドレナン（Anthony Drennan） - ギター（1997年 - 1998年）
- ニル・ジドキャフ（Nir Zidkyahu） - ドラム（1997年 - 1998年）

### ラインナップの変遷
- 『創世記』（1969年）
  - ピーター・ガブリエル - ボーカル、フルート、パーカッション
  - トニー・バンクス - キーボード
  - マイク・ラザフォード - ベース
  - アンソニー・フィリップス - ギター
  - ジョン・シルヴァー - ドラム
- 『侵入』（1970年）
  - ピーター・ガブリエル - ボーカル、フルート、パーカッション
  - トニー・バンクス - キーボード
  - マイク・ラザフォード - ベース
  - アンソニー・フィリップス - ギター
  - ジョン・メイヒュー - ドラム
- 『怪奇骨董音楽箱』（1971年） - 『眩惑のブロードウェイ』（1974年）
  - ピーター・ガブリエル - ボーカル、フルート、パーカッション
  - トニー・バンクス - キーボード
  - マイク・ラザフォード - ベース
  - スティーヴ・ハケット - ギター
  - フィル・コリンズ - ドラム
- 『トリック・オブ・ザ・テイル』（1976年） - 『静寂の嵐』（1976年）
  - トニー・バンクス - キーボード
  - マイク・ラザフォード - ベース
  - スティーヴ・ハケット- ギター
  - フィル・コリンズ - ドラム、ボーカル
- 『そして3人が残った』（1978年） - 『ウィ・キャント・ダンス』（1991年）
  - トニー・バンクス - キーボード
  - マイク・ラザフォード - ベース、ギター
  - フィル・コリンズ - ドラム、ボーカル
- 『コーリング・オール・ステーションズ』（1997年）
  - トニー・バンクス - キーボード
  - マイク・ラザフォード - ベース、ギター
  - レイ・ウイルソン - ボーカル

## ディスコグラフィ

### スタジオ・アルバム
- 『創世記』 - From Genesis to Revelation（1969年）米170位
- 『侵入』 - Trespass（1970年）英98位
- 『怪奇骨董音楽箱』 - Nursery Cryme（1971年）英39位
- 『フォックストロット』 - Foxtrot（1972年）英12位
- 『月影の騎士』 - Selling England By The Pound（1973年）英3位・米70位
- 『眩惑のブロードウェイ』 - The Lamb Lies Down On Broadway（1974年）英10位・米41位
- 『トリック・オブ・ザ・テイル』 - A Trick Of The Tail（1976年）英3位・米31位
- 『静寂の嵐』 - Wind & Wuthering（1976年）英7位・米26位
- 『そして3人が残った』 - ...And Then There Were Three...（1978年）英3位・米14位
- 『デューク』 - Duke（1980年）英1位・米11位
- 『アバカブ』 - Abacab（1981年）英1位・米7位
- 『ジェネシス』 - Genesis（1983年）英1位・米9位
- 『インヴィジブル・タッチ』 - Invisible Touch（1986年）英1位・米3位
- 『ウィ・キャント・ダンス』 - We Can't Dance（1991年）英1位・米4位
- 『コーリング・オール・ステーションズ』 - Calling All Stations（1997年）英2位・米54位

### ライブ・アルバム
- 『ライヴ』 - Genesis Live（1973年）英9位・米105位
- 『眩惑のスーパー・ライヴ』 - Seconds Out（1977年）英4位・米47位
- 『スリー・サイズ・ライヴ』 - Three Sides Live（1982年）英2位・米10位
- 『ザ・シングル・ヒッツ・コレクション:ライヴ前編』 - The Way We Walk, Volume One: The Shorts（1992年）英3位・米35位
- 『もうひとつのジェネシス:ライヴ後編』 - The Way We Walk, Volume Two: The Longs（1993年）英1位・米20位
- 『ライヴ・オーヴァー・ヨーロッパ 2007』 - Live over Europe 2007（2007年）英51位

### コンピレーション・アルバム
- 『アテンション! ジェネシス』 - Rock Theatre（1975年）
- 『ジェネシス・ストーリー』 - The Story of Genesis（1978年）
- 『ジェネシス・ベスト・アルバム』 - Turn It On Again: The Hits（1999年）英4位・米65位
- 『プラチナム・コレクション』 - Platinum Collection（2004年）英21位・米100位
- Turn It on Again: The Hits - The Tour Edition（2007年）英5位・米132位　※拡長2枚組CD版
- 『ザ・ラスト・ドミノ？ - ザ・ヒッツ』 - The Last Domino? – The Hits（2021年）英9位

### ボックス・セット
- 『アーカイヴ 1967-1975』 - Genesis Archive 1967-75（1998年）英35位
- 『アーカイヴ 2 1976-1992』 - Genesis Archive 2: 1976-1992（2000年）英103位
- Genesis 1976-1982（2007年）
- Genesis 1983-1998（2007年）
- Genesis 1970-1975（2008年）英151位
- Genesis Live 1973–2007（2009年）
- 『R-Kive』 - R-Kive（2014年）英7位

### シングル
- The Silent Sun / That's Me (1968年)
- A Winter's Tale / One-Eyed Hound (1969年)
- Where the Sour Turns to Sweet / In Hiding (1969年)
- The Knife (Part 1) / The Knife (Part 2) (1971年)
- Happy the Man / Seven Stones (1972年)
- I Know What I Like (In Your Wardrobe) / Twilight Alehouse (1974年) 英21位
- Counting Out Time / Riding the Scree (1974年)
- The Carpet Crawlers / The Waiting Room (Evil Jam) (live) (1975年)
- A Trick of the Tail / Ripples (1976年)
- Your Own Special Way / It's Yourself (1977年) 英43位・米62位
- Match of the Day Pigeons, Pigeons / Inside and Out (1977年) 英14位　※EP『Spot the Pigeon』での順位
- Follow You, Follow Me / Ballad of Big (1978年) 英7位・米23位
- Many Too Many / The Day the Light Went Out, Vancouver (1978年) 英43位
- Go West Young Man (In the Motherlode) / Scenes from a Night's Dream (1978年)
- Turn It on Again / Behind the Lines (1980年) 英8位・米58位
- Duchess / Open Door (1980年) 英46位
- Misunderstanding / Evidence of Autumn (1980年) 英42位・米14位
- Abacab / Another Record (1981年) 英9位・米26位
- No Reply at All / Dodo (1981年) 米29位
- Keep It Dark / Naminanu (1981年) 英33位
- Man on the Corner / Submarine (1982年) 英41位・米40位
- Paperlate, You Might Recall / Me and Virgil (1982年) 英10位　※EP『3×3』での順位
- Mama / It's Gonna Get Better (1983年) 英4位・米73位
- That's All / Second Home by the Sea (1983年) 英16位・米6位
- Illegal Alien / Home By the Sea (1984年) 英46位・米44位
- Taking It All Too Hard / Silver Rainbow (1984年) 米50位
- Invisible Touch / The Last Domino (1986年) 英15位・米1位
- In Too Deep / Do the Neurotic (1986年) 英19位・米3位
- Land of Confusion / Feeding the Fire (1986年) 英14位・米4位
- Tonight, Tonight, Tonight / In the Glow of the Night (1987年) 英18位・米3位
- Throwing It All Away / I'd Rather Be You  (1987年) 英22位・米4位
- No Son of Mine / Living Forever (1991年) 英6位・米12位
- I Can't Dance / On the Shoreline (1991年) 英7位・米7位
- Hold on My Heart / Way of the World (1992年) 英16位・米12位
- Jesus He Knows Me / Hearts on Fire (1992年) 英20位・米23位
- Never a Time / On the Shoreline, Tonight, Tonight, Tonight (Live), Invisible Touch (Live) (1992年) 米21位
- Invisible Touch (Live) / Abacab (Live) (1992年) 英7位
- Tell Me Why / Dreaming While You Sleep (Live) (1992年) 英40位
- Congo / Papa He Said, Banjo Man (1997年) 英29位
- Shipwrecked / Phret, 7/8 (1997年) 英54位
- Not About Us / Anything Now, Sign Your Life Away, Run Out Of Time (1998年) 英66位
- The Carpet Crawlers 1999 / Follow You, Follow Me, Turn It On Again (1999年)

## 来日公演
- And Then There Were Three Tour（1978年）
  - 11月27日・12月3日 東京 東京厚生年金会館
  - 11月28日・29日・12月2日 東京 中野サンプラザ
  - 11月30日 大阪 大阪厚生年金会館
- Invisible Touch World Tour（1987年）
  - 3月13日・14日・15日・16日 東京 日本武道館
  - 3月18日・19日 大阪 大阪城ホール

## 国内でのライブ生放送
- 1992年8月3日 4:40-07:00（JST）に於いて、日本国内で「ジェネシス・スペシャル・ライブ」 として、JSB（現：WOWOW）での放送により、イギリスのロンドン、ネブワース・パークからの「We Can't Dance Tour（ウィ・キャント・ダンス・ツアー）」最終日（現地では、1992年8月2日）の模様が、衛星生中継された（世界16ヶ国同時生中継）。（JSB（現：WOWOW）での放送では、事前に知らされていた「曲目」などは字幕で表示されていた）。
  - 後に、日本国内では、JSB（現：WOWOW）により、衛星生中継された時と同じものが、新たにMC部分や曲名などに、日本語訳の字幕を入れての放送がされた。（リピート放送あり）
  - 1992年8月1日 16:30-17:30（JST）に於いて、JSB（現：WOWOW）で「ドキュメント・オブ・ジェネシス」という番組の放送があった。（衛星生中継放送の番組宣伝的な番組で、「We Can't Dance Tour（ウィ・キャント・ダンス・ツアー）」の、リハーサル風景（ツアーでの演奏選曲等のリハーサル風景や、ツアー機材のチェック等の模様も）、ジェネシスのメンバーによるツアーに対するインタビュー等、ワールド・ツアー初日の、アメリカ・ダラスの会場でのリハーサル、ライブ本番の模様等の一部も）